# دوين كليمونز
دوين كليمونز (بالإنجليزية: Duane Clemons)‏ هو لاعب كرة قدم أمريكية أمريكي، ولد في 23 مايو 1974 في ريفرسايد في الولايات المتحدة.

## وصلات خارجية
- دوين كليمونز على موقع مرجع كرة القدم المحترفة.كوم (الإنجليزية)